# キーウ・モヒーラ・アカデミー国立大学

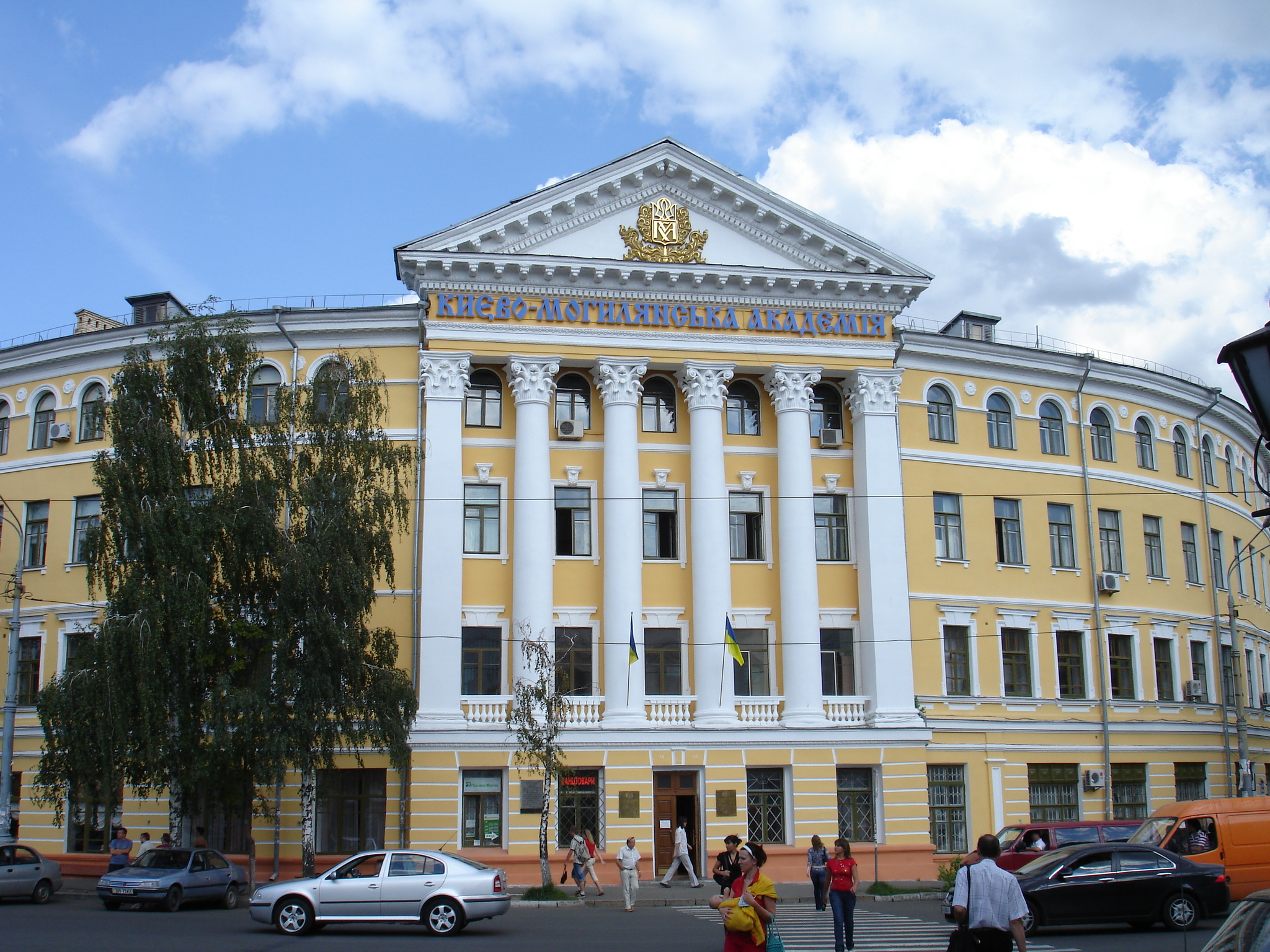
キーウ・モヒーラ・アカデミー国立大学の本部（旧アカデミー棟）

キーウ・モヒーラ国立大学あるいはキーウ・モヒーラ・アカデミー国立大学（ウクライナ語: Національний університет «Києво-Могилянська академія», 略称: НаУКМА, 英語: National University of Kyiv-Mohyla Academy）は、ウクライナの首都キーウに位置する国立大学であり、東ヨーロッパで最も古い高等教育機関の一つである。1615年に創設されたキエフ брат学校を起源とし、1632年にペトロー・モヒーラ府主教によってキエフ・モヒーラ・アカデミーとして発展した。ソビエト連邦時代に閉鎖された後、1991年に現代の大学として再興された。通称「モヒランカ（Могилянка）」として親しまれ、ウクライナの高等教育の国際化とリベラルアーツ教育の中心地として知られる。

## 歴史

### 起源と初期の発展
キーウ・モヒーラ国立大学の歴史は、1615年に設立されたキエフ・ブラート学校（キエフ兄弟学校）に起源を持つ。。この学校は、貴族女性ガルシュカ・グレヴィチヴナの寄付により、キーウのポジール地区に設立された。1620年代にはペトロー・サハイダーチュヌィの支援を受け、1632年にペトロー・モヒーラ府主教によってラヴラ学校と統合され、キエフ・モヒーラ・コレギウムとして発展した。このコレギウムは、ラテン語、ギリシャ語、教会スラヴ語を基盤とした教育を提供し、ウクライナ、ベラルーシ、ロシア、ポーランド、リトアニアの知識人を輩出した。1658年には「アカデミー」の地位を獲得し、帝政ロシア時代まで東欧の主要な教育機関として機能した。

### ソビエト時代と閉鎖
1817年、アカデミーは帝政ロシアの政策により閉鎖され、その施設はキエフ神学アカデミーに転用された。ソビエト連邦の成立後、1920年に神学アカデミーも閉鎖され、建物は軍事施設やその他の用途に使用された。この間、モヒーラ・アカデミーの伝統は事実上途絶えた。

### 再興と現代
1991年、ウクライナの独立に伴い、ヴィアチェスラウ・ブリウホヴェーツィクィイ学長（当時）の主導でアカデミーは国立大学として復活した。1992年に最初の学生を受け入れ、リベラルアーツ教育を導入し、国際的な学術基準を採用した。2009年には「研究型大学」の地位を獲得し、ウクライナの高等教育改革のモデルとなった。

## 組織と学部
キーウ・モヒーラ国立大学は、7つの学部と大学院プログラムを擁する。学部は以下の通り：
- 人文科学部
- 経済学部
- 情報学部
- 法学部
- 自然科学部
- 社会科学・社会技術学部
- 保健・社会福祉・心理学部

大学院では、修士課程および博士課程を提供し、ビジネススクール（KMBS）やジャーナリズムスクールも運営されている。学生数は約4,422名（2018-2019年度）で、教員数は約500名である。

## キャンパス
メインキャンパスはキーウのポジール地区に位置し、歴史的な建築物と現代的な施設が共存する。旧アカデミー棟（18世紀建設）は大学の象徴であり、図書館や研究センターも充実している。キャンパスは文化的イベントや学生活動の中心地でもある。

## ランキングと評価
キーウ・モヒーラ国立大学は、ウクライナ国内でトップクラスの大学として評価されている。2024年のウクライナ大学ランキング（Top 200 Ukraine）では上位5位以内にランクインし、国際化と研究の質で特に高い評価を受けている。また、QS World University Rankingsでは東欧地域の有力大学として認識されている。

## 文化的影響
「モヒランカ」はウクライナの知識人コミュニティで強い影響力を持ち、多くの卒業生が政界、ビジネス、学術界で活躍している。大学はウクライナ語と英語を教育の主要言語とし、国際交流プログラムも豊富である。学生自治や学術自由の伝統も特徴的で、ウクライナの民主化運動に貢献してきた。